# Equação de Yukawa-Tsuno
Estudos de cinética das reações em anel aromático no campo da físico-química orgânica permitiram a elucidação da estrutura do estado de transição e desta forma qual o mecanismo exato que a reação esta seguindo. Com a finalidade de ajustar desvios no comportamento linear da equação de Hammett, Yasuhide Yukawa e Yuho Tsuno, nos anos 50, estabeleceram a seguinte relação que ficou conhecida como equação de Yukawa-Tsuno:
{\displaystyle \log {\frac {K_{x}}{K_{0}}}=\rho (\sigma +r(\sigma _{x}^{+}-\sigma ))}   ou   {\displaystyle \log {\frac {K_{x}}{K_{0}}}=\rho (\sigma +r(\sigma _{x}^{-}-\sigma ))}
No qual,
- Kx = a constante de ionização após colocar para ou meta substituintes (X)
- K0 = a constante de ionização sem adição de substituintes
- Rho = a constante de reação
- Sigma = a constante do substituinte
- r = parâmetro de ressonância

## Parâmetro de ressonância (r)
O parâmetro de ressonância (r), representa o reforço do efeito de ressonância na estabilização do estado de transição de grupos diretamente ligados ao anel, quando se adiciona substituintes na posição meta ou para. “R”, portanto, é característico de cada substituinte. Quando r = 0, não há ressonância direta (conjugação cruzada)do substituinte (X) com o centro de reação (R), e como pode ser observado, estabele-se nesta situação, a relação de Hammett. Agora considerando r ≠ 1, há conjugação cruzada e o efeito de ressonância para estabilização da estrutura no estado de transição é de fundamental importância para a reação ocorrer . Porém quando r = 1, apesar de haver conjugação cruzada entre o substituinte e o centro de reação, o grau de participação do efeito de ressonância em estrutura com a conjugação cruzada e em estrutura sem haver conjugação cruzada é idêntico, o que tornaria a relação estabelecida por Yukawa-Tsuno idêntica a equação de Brown-Okamoto.

## Efeito indutivo
Esta relação considera que o efeito indutivo, que representa a distribuição dos elétrons ao longo da ligação sigma do anel benzênico, se mantém constante mesmo quando se tem um grupo diretamente ligado ao anel (ΔσI = 0), sendo, portanto, o efeito de ressonância o único que apresentaria papel modificador (ΔσR≠0) e, por isso, o desvio da linearidade observado nos estudos de substituintes aplicados nas posições meta ou para.
Este estudo permitiu a medida do grau de participação do efeito de ressonância (r) em caso de conjugação cruzada entre o substituinte (X) e o centro reacional (R). A medida do parâmetro “r” foi baseada nos valores de σ+ e σ- obtidos por Brown-Okamoto, que são superiores aqueles observados quando não há conjugação cruzada do substituinte com um centro reacional eletro-deficiente ou de alta densidade eletrônica.

## Conjugação cruzada
O valor de σ+ representa a estabilização extra realizada pela conjugação cruzada decorrente do efeito de ressonância entre um grupo fortemente doador de elétrons e um centro reacional com baixa densidade eletrônica diretamente ligado ao anel (orbital p vazio ou carregado positivamente), e, portanto, fortemente aceptor de elétrons.

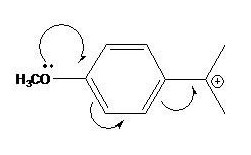
Carbocátion do cloreto de terc-Cumila

O valor de σ- refere-se à estabilização extra realizada pela conjugação cruzada decorrente da deslocalização de elétrons do sistema π entre um grupo fortemente aceptor de elétrons e um centro reacional com alta densidade eletrônico diretamente ligado ao anel (elétrons “n” ou carga negativa), e, portanto, fortemente doador.

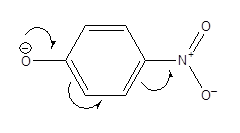
Fenoxido

Para melhor explicar o que foi supracitado, segue a tabela com os valores de σp+ na estabilização do carbocátion terciário gerado pela solvólise de cloretos de t-cumila para substituídos e os valores de σp- parafenóxidos substituídos, bem como os valores de σp obtidos pela relação de Hammett e o incremento na estabilização para cada substituinte (ΔσR+ e ΔσR-):
| Substituintes | σp    | σp+   | σp-  | ΔσR=(σp+ouσp-–σp) |
| ------------- | ----- | ----- | ---- | ----------------- |
| CH3           | -0,17 | -0,31 |      | -0,14             |
| NH2           | -0,66 | -1,30 |      | -0,64             |
| NO2           | 0,78  |       | 1,24 | 0,46              |
| OMe           | -0,27 | -0,78 |      | -0,51             |
| COCH3         | 0,50  |       | 0,84 | 0,34              |

## Considerações finais
A modificação da equação de Hammett, feita por Yukawa-Tsuno trouxe grande contribuição no estudo da físico-química orgânica no tocante a participação do efeito de ressonância calculado a partir do parâmetro de ressonância (r), que veio a corroborar com os dados teóricos para os incrementos observados na estabilização de grupos diretamente ligados ao anel, vinculados a conjugação cruzada entre substituintes e centros reacionais, e desta forma, permitir uma relação linear entre os logaritmos das constantes de velocidade (log Kx/K0) e os valores das constantes dos substituintes, sejam elas σ+ ou σ-.